# Wierch-Miltiuszy
Wierch-Miltiuszy (ros. Верх-Мильтюши) – wieś (sieło) w Rosji, w obwodzie nowosybirskim, w rejonie czeriepanowskim. W 2010 liczyła 995 mieszkańców.